# ستيف هود
ستيف هود (بالإنجليزية: Steve Hood)‏ مواليد 4 أبريل 1968 في لينشبرغ، هو لاعب كرة سلة أمريكي معتزل. بدأ مسيرته الاحترافية في سنة 1991. يبلغ طوله 6 قدم 7 بوصة (2.0 م). اعتزل اللعب في 2001. لعب مع نادي بيناس ويسكا لكرة السلة وجاي دي أيه ديجون.

## روابط خارجية
- ستيف هود على موقع سبورتس رفرنس (الإنجليزية)
- ستيف هود على موقع الدوري الإسباني لكرة السلة (الإسبانية)
- ستيف هود على موقع كرة السلة الأوروبية.كوم (الإنجليزية)
- ستيف هود على موقع كلية كرة السلة في سبورتس رفرنس.كوم (الإنجليزية)
- ستيف هود على موقع ريلجم (الإنجليزية)
- ستيف هود على موقع بروبوليرز (الإنجليزية)
- ستيف هود على موقع سبورتس رفرنس (الإنجليزية)